# Plocoglottis moluccana
Plocoglottis moluccana är en orkidéart som beskrevs av Carl Ludwig von Blume. Plocoglottis moluccana ingår i släktet Plocoglottis och familjen orkidéer. Inga underarter finns listade i Catalogue of Life.